# 布雷查島
布雷查島（英語：Breccia Island），是南極洲的島嶼，位於葛拉漢地西岸的法利埃海岸，處於泰伯岩西北面2公里的瑞米爾灣北部，由美國探險隊拍攝照片，現時由南極條約體系管理。